# Laroche-Saint-Cydroine
Laroche-Saint-Cydroine este o comună în departamentul Yonne, Franța. În 2009 avea o populație de 1,385 de locuitori.

## Evoluția populației
| An        | 1975  | 1982  | 1990  | 1999  | 2006  | 2009  |
| --------- | ----- | ----- | ----- | ----- | ----- | ----- |
| Populație | 1,321 | 1,291 | 1,373 | 1,363 | 1,381 | 1,385 |